# Gebroeders Pathé

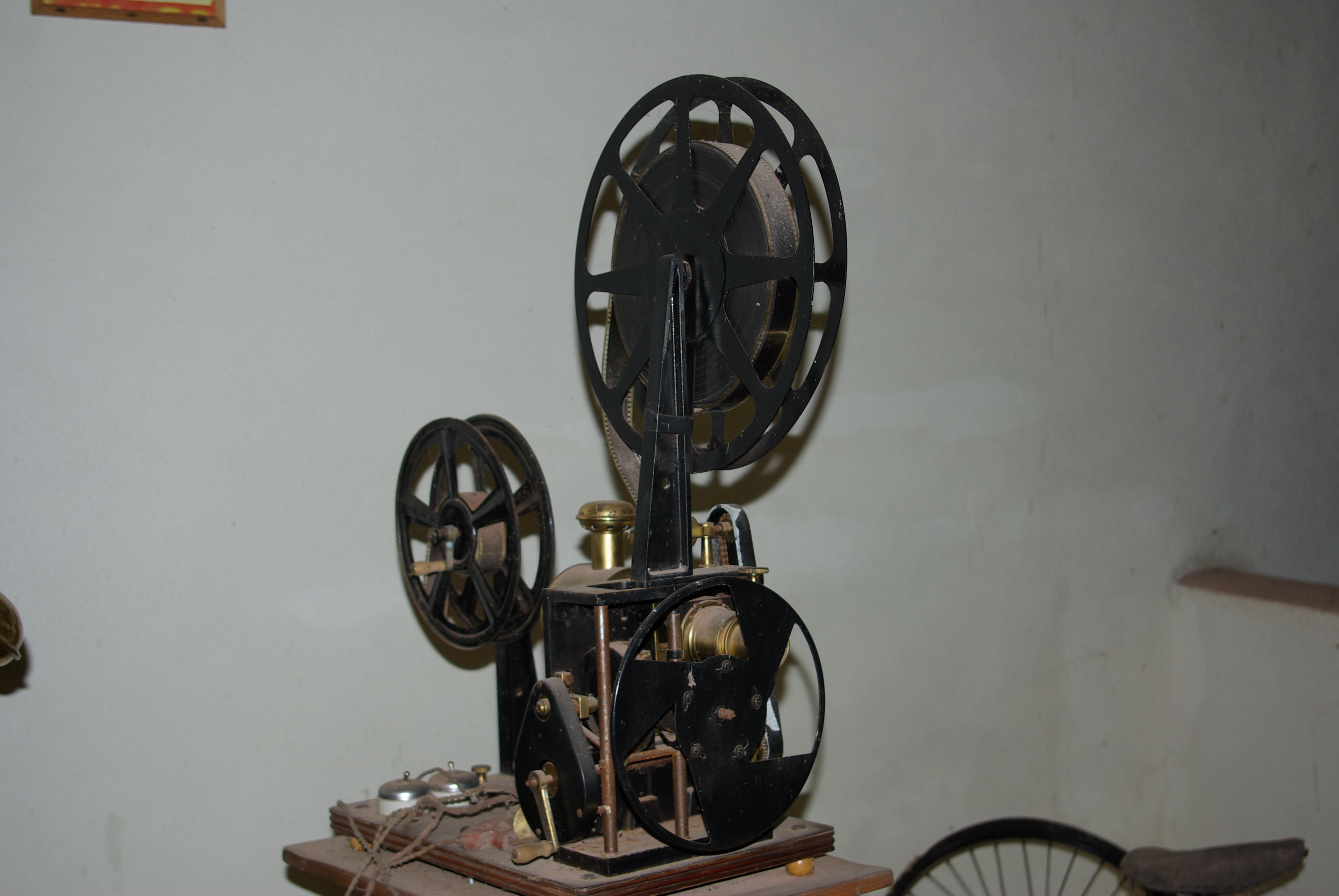
Pathé-filmprojector uit 1910

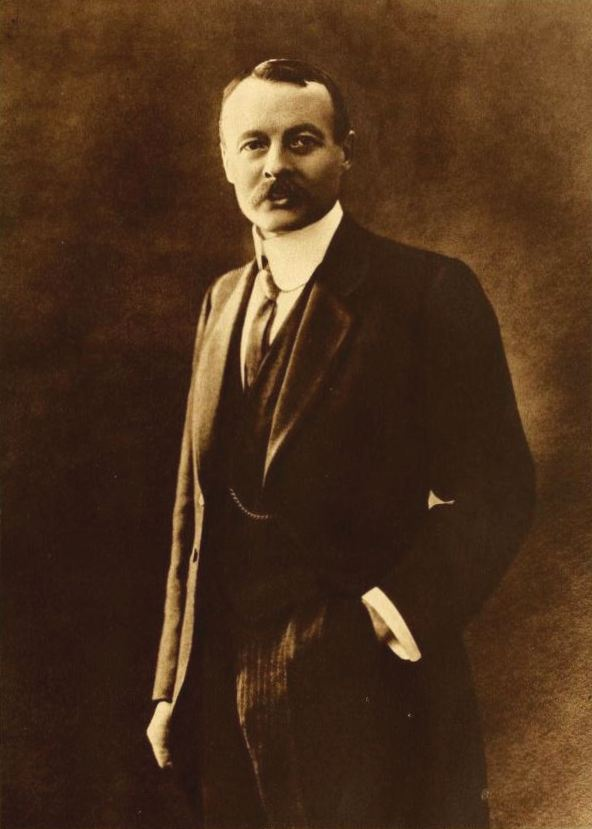
Charles Pathé

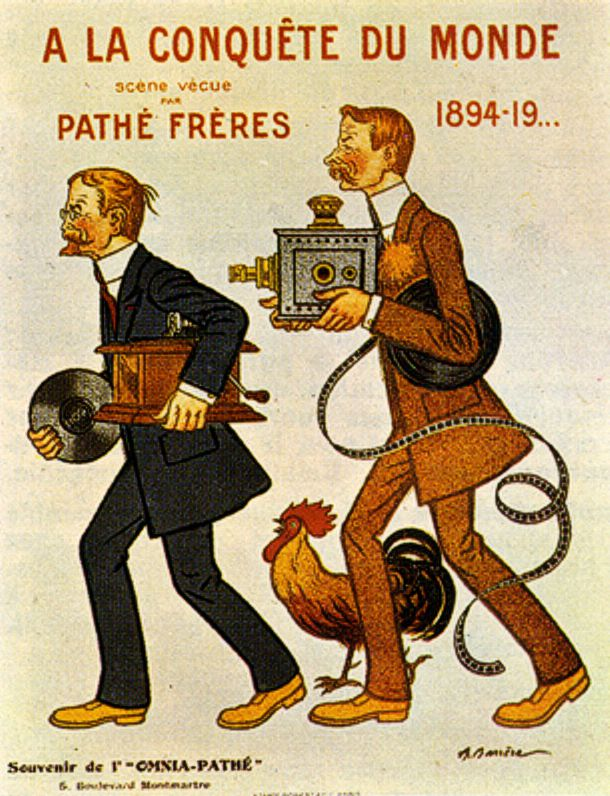
De gebroeders Pathé gezien door Adrien Barrère

De gebroeders Pathé waren in de 19e eeuw pioniers en begin 20e eeuw belangrijke spelers in de ontluikende filmindustrie. Émile Pathé (1860-1937) en vooral Charles Pathé (1863-1957) bouwden een zakenimperium uit waardoor Charles de bijnaam "de Napoleon van de filmindustrie" kreeg.

## Succes
In 1896 hadden ze al een groot bedrijf dat ze gedeeltelijk met externe financiering hadden opgericht.
Tegen 1905 hadden de broers (bij de aanvang waren er vier) al drie verschillende studio's. Bovendien werkten ze aan een wereldwijd netwerk dat zowel verticaal als horizontaal geïntegreerd was. Ze maakten eigen camera's en projectoren, produceerden films en openden nieuwe studio's in Italië, de Verenigde Staten en Rusland.
Er zijn voornamelijk drie factoren die het succes van Pathé verklaren. Ten eerste lag de break even van een film in die tijd rond de tien à twaalf kopieën. Pathé verkocht er wel twintigmaal meer. Ten tweede had Pathé een wereldwijd verdelingsnetwerk. Ten derde kon Pathé bogen op een quasi-monopolie op de vertoning op jaarmarkten.
De gebroeders Pathé hadden zes cineasten in dienst die gemiddeld één film per week maakten. De leiding was in handen van Ferdinand Zecca. Komedies waren het meest winstgevend. De drie bekendste reeksen van Pathé waren Boireau (met André Deed), Rigadin (met Charles Prince) en Max (met Max Linder).
Een van de belangrijkste bijdragen van Pathé aan de filmgeschiedenis is dat ze als eerste bioscopen oprichtten. Dat gebeurde vanaf 1906 en toen had een Franse wet aan de werkende bevolking meer vrije tijd gegeven. In dat jaar richtten de gebroeders Pathé ook hun nieuwe bedrijf op, Omni Pathé.
Pathé was ook vernieuwend op het domein van de kleurenfilm. Ze vonden een nieuw procedé uit via stencils. Per beeld werden met een chirurgenmes de delen uitgesneden die in een bepaalde kleur moesten. Dan werden de uitgesneden delen gekleurd en opnieuw gecombineerd tot een gekleurd beeld.
Het piekmoment qua winstgevendheid lag in 1907, toen Pathé op het lumineuze idee kwam om films niet langer te verkopen aan de vertoners, maar te verhuren voor een vast percentage van de vertoningsopbrengsten.

## Afloop
Tegen 1911 kwam de hele Franse filmindustrie stilaan in de problemen. Pathé besloot de productie in Frankrijk wat af te bouwen en zocht heil in de Verenigde Staten waar de productiekosten lager waren. In 1926 verkocht de laatst overgebleven en meest succesvolle broer, Charles Pathé, zijn rolfilmfabriek aan Kodak, en drie jaar later zijn overige bedrijfsbelangen. De laatste dertig jaar van zijn leven bracht hij door in Monaco. De firma Pathé ging in 1939 failliet, maar wist vijf jaar later een doorstart te maken onder de naam Nouvelle Pathé-Cinéma S.A.

## Publicaties Charles Pathé
- Souvenirs et conseils d'un parvenu, Parijs, 1926
- De Pathé-Frères à Pathé Cinéma, Nice, 1940
- Ecrits autobiographiques, Parijs, L'Harmattan, 2006